# Bronssopp
Bronssopp (Butyriboletus appendiculatus) är en sopp som beskrevs av Jacob Christian Schäffer 1763. Den fördes till släktet Butyriboletus av David Arora och Jonathan Frank 2014.  Inga underarter finns listade. Arten är sällsynt och rödlistad som nära hotad i Sverige.
Den rekommenderas inte som matsvamp på grund av sin sällsynthet, trots att den kan vara matsvamp i andra länder där den är mer vanlig. Den växer på kalkrik mark i ofta halvöppen terräng i ädellövskogar, parker och hagmarker med bok och ek. Avverkning av lövträd, granplantering, upphörande hävd och igenväxning samt markberedning utgör hot mot arten.

## Källor

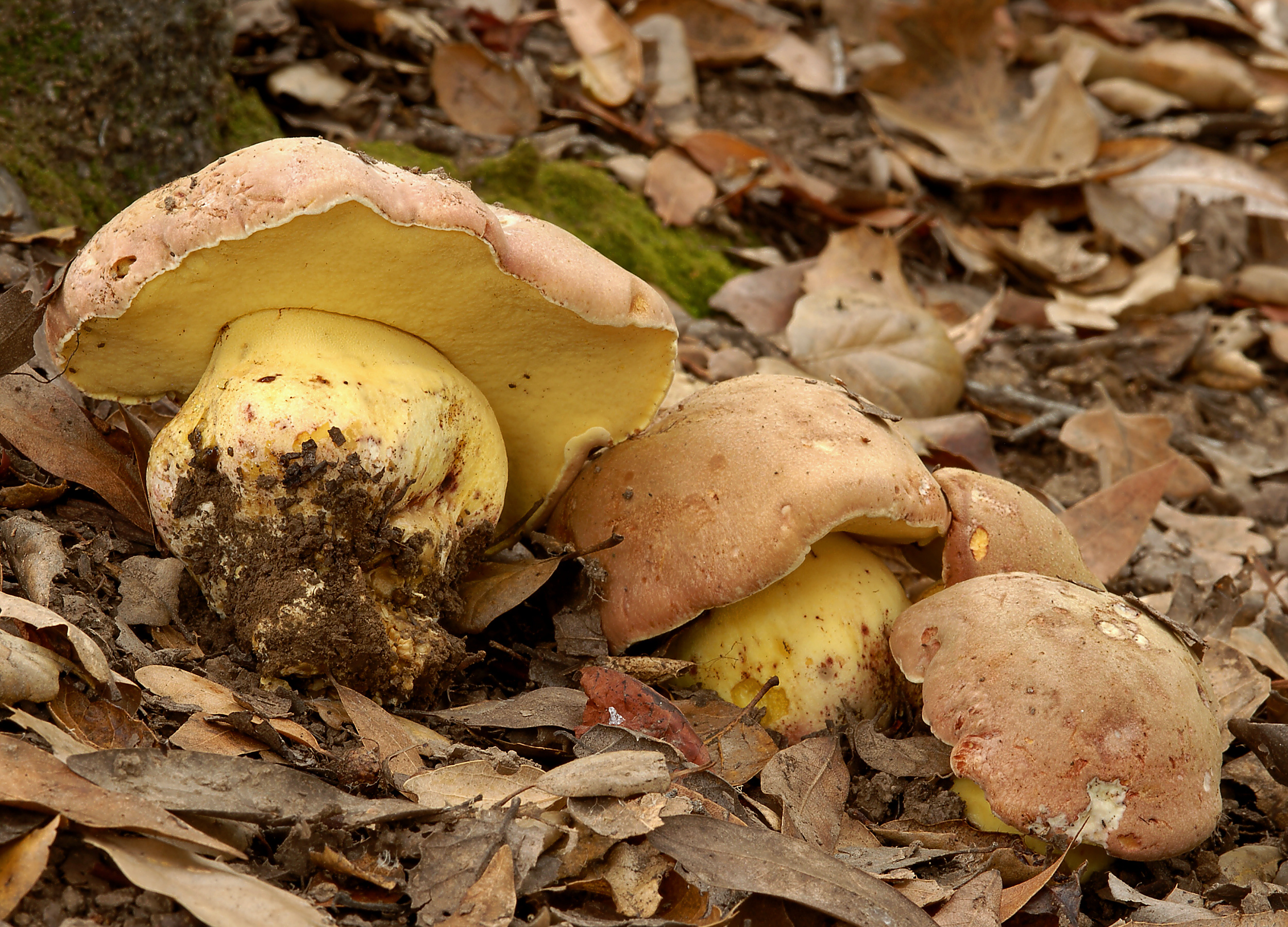
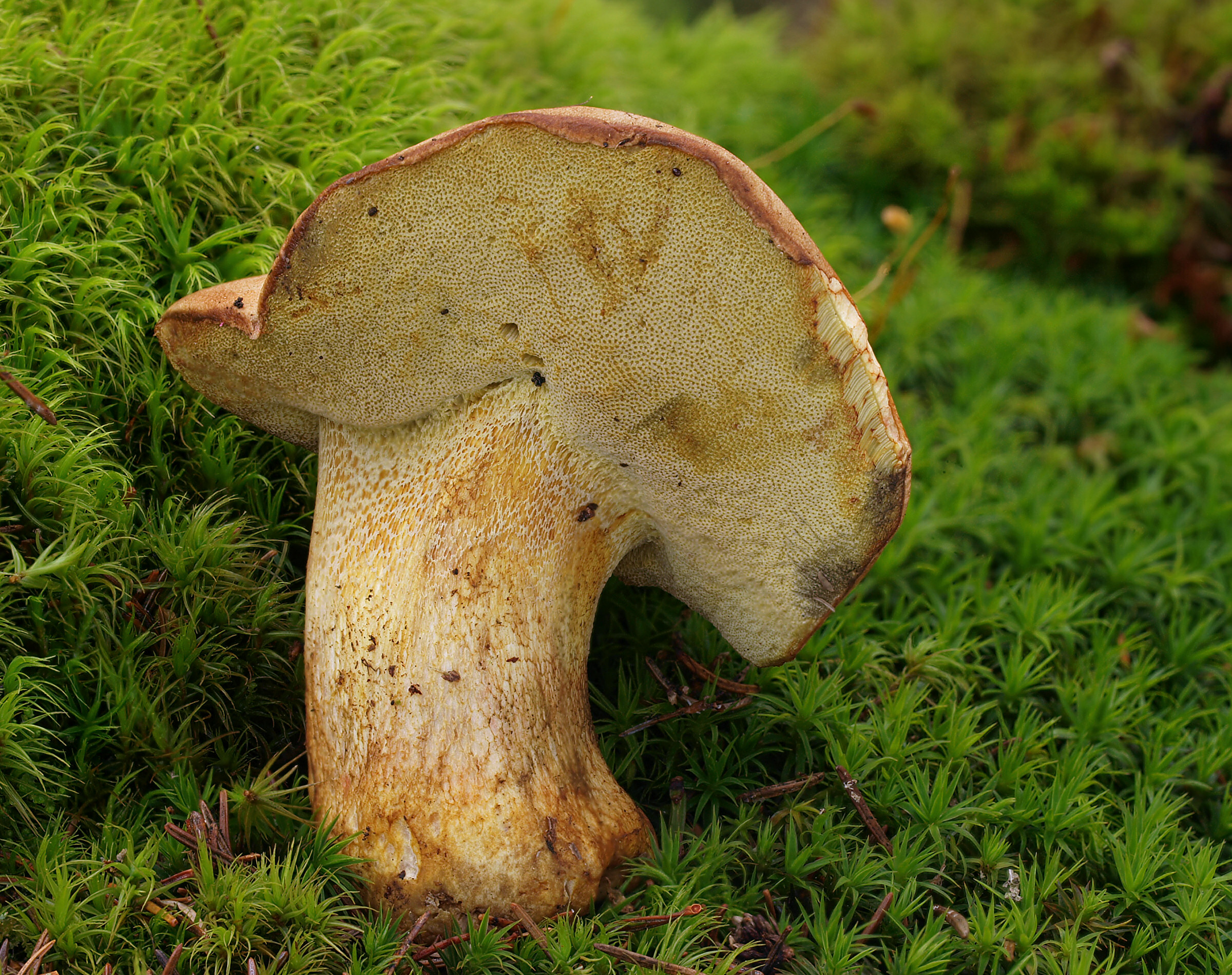
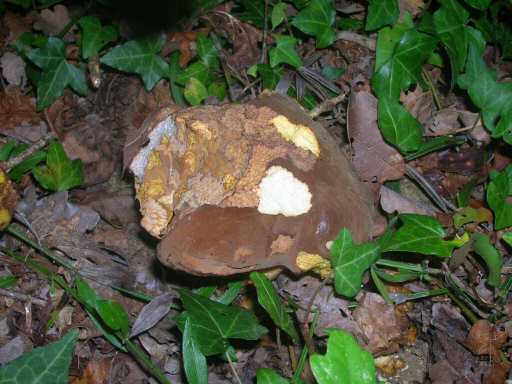